# Два знатных родича
«Два зна́тных ро́дича» (англ. The Two Noble Kinsmen) — английская трагикомедия начала XVII века, драматическая обработка «Рассказа Рыцаря» из «Кентерберийских рассказов» Джеффри Чосера. Написана и поставлена в 1613—1614 годах; игралась в лондонском театре «Блэкфрайерс» актёрской труппой «Слуги короля», к которой принадлежал Вильям Шекспир.
В 1634 году зарегистрирована в реестре гильдии книгоиздателей как произведение Вильяма Шекспира и Джона Флетчера — младшего современника Шекспира, написавшего с ним в соавторстве также «Генриха VIII» и «Карденио», а после ухода Шекспира от дел ставшего основным драматургом труппы. В том же году впервые опубликована (ин-кварто); в следующий раз издавалась в составе второго собрания сочинений Флетчера и его различных соавторов в 1679 году.
Долгое время авторство Шекспира считалось сомнительным — в первую очередь по художественным соображениям; в настоящее время в литературоведении установился консенсус о том, что Шекспир действительно участвовал в создании пьесы.

## Содержание
По стилю пьеса тесно примыкает к другим романтическим драмам последнего, «трагикомического» этапа в творчестве Шекспира  — «Периклу» (тоже написанному в соавторстве), «Цимбелину», «Зимней сказке» и «Буре», причём характерные для них черты драматургии периода кризиса английского гуманизма в «Двух знатных родичах» выражены ещё более ярко. Одно из проявлений, по выражению Игоря Рацкого, «дисгармонической отчуждённости», в частности, можно видеть в том, что влюблённые в пьесе декларируют чувства, но практически не общаются с предметами своей любви.

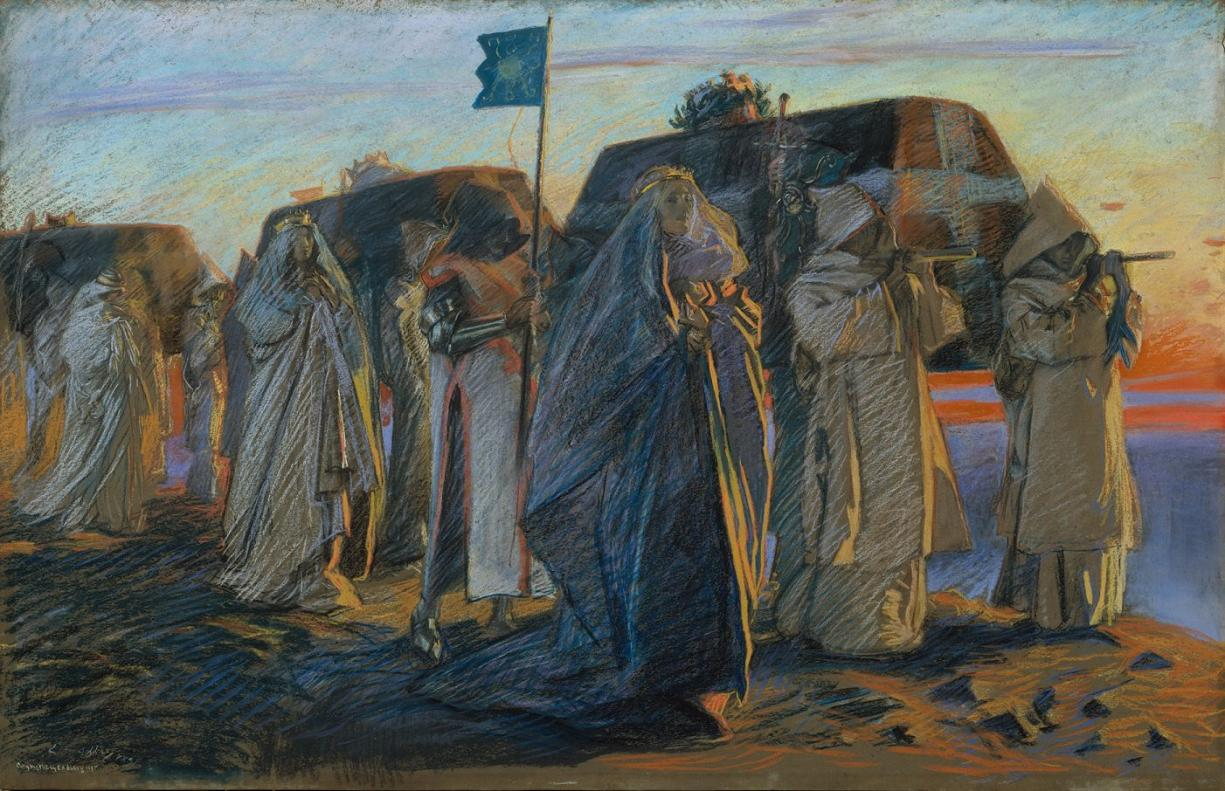
Эдвин Остин Эбби. Три королевы.
Иллюстрация к акту I, сцене 5. Около 1895 года.

Основной сюжет заимствован из «Кентерберийских рассказов» Чосера, к произведениям которого Шекспир уже обращался ранее в «Троиле и Крессиде».
Тезей, герцог Афин, празднует бракосочетание с царицей амазонок Ипполитой. Свадебный обряд прерывают три королевы — вдовы героев, погибших при осаде Фив; они умоляют Тезея пойти войной на правителя Фив Креона, который нечестиво отказал мёртвым врагам в погребении.
Тезей соглашается помочь королевам, побеждает Креона и берёт в плен двух его племянников — двоюродных братьев и близких друзей Аркита и Паламона («родичей» из заглавия). Королевы хоронят мужей; Аркита и Паламона заточают в тюрьму для знатных узников. Видя из окна гуляющую в саду сестру Ипполиты Эмилию, они оба влюбляются в неё, из друзей становясь врагами.
Тезей освобождает Аркита и высылает его из Афин. Затем удаётся бежать из неволи Паламону. Встретившись, братья продолжают соперничество. Тезей постановляет, что их спор должен решиться публичным поединком: Эмилия достанется достойнешему из двух.
Перед боем Аркит молится Марсу о победе; Паламон молится Венере о том, чтобы получить Эмилию; Эмилия молится Диане, желая стать женой того, кто любит сильнее. В результате исполняются все три молитвы: Аркит одолевает Паламона, но после поединка умирает, раздавленный упавшим конём, и Эмилию выдают за Паламона.
Побочный сюжет — история дочери тюремщика, сходящей с ума от безнадёжной любви к Паламону. Он отсутствует у Чосера и целиком разработан авторами пьесы.

## Атрибуция текста
Хэллет Смит в авторитетном издании «The Riverside Shakespeare» на основании подробного исследования текста даёт следующее разделение фрагментов трагикомедии между двумя драматургами:
Шекспир: акт I, сцены 1—3; акт II, сцена 1; акт III, сцена 1; акт V, сцены 1 (строки 34—173) и 3—4.
Флетчер: пролог; акт II, сцены 2—6; акт III, сцены 2—6; акт IV, сцены 1 и 3; акт V, сцены 1 (строки 1—33) и 2; эпилог.
Неясное авторство: акт I, сцены 4—5; акт IV, сцена 2.
Другие шекспироведы, начиная с середины XX века, в основном приходили к сходным, хотя и отличающимся в деталях выводам. К примеру, Питер Акройд выражается следующим образом: «Шекспир... определил основную структуру пьесы, написав весь первый акт и части трёх последних; он мог и пройтись по законченному тексту, перефразируя и дополняя его по своему усмотрению».

## Русские переводы
Первый стихотворный перевод «Двух знатных родичей» на русский язык был сделан Николаем Холодковским для полного собрания сочинений Шекспира в «Библиотеке великих писателей» под редакцией Семёна Венгерова; он опубликован в 1903 году. Это типичный представитель сравнительно качественных дореволюционных переводов Шекспира, которые, по характеристике Александра Аникста, «были ясны, выразительны, но подчас несколько многословны», «не воспроизводили усложненные метафоры Шекспира» и имели «склонность к сглаживанию „грубых“ выражений».
В советское время перевод Холодковского не переиздавался, новых переводов пьесы также не осуществлялось.
Следующий русский перевод был выполнен Светланой Лихачёвой в 2015 году для предполагавшегося нового полного собрания сочинений Шекспира. Отрывок из перевода (акт II, сцена 2) опубликован в 2016 году в журнале «Иностранная литература».

## Экранизация
- 2017 — Два знатных родича / The Two Noble Kinsmen, Великобритания, «Глобус» на экране, режиссёр — Ян Расселл